# أشرف حكيمي
أشرف حكيمي موح (مواليد 4 نوفمبر 1998) هو لاعب كرة قدم مغربي يلعب مع باريس سان جيرمان في الدوري الفرنسي، كما يلعب مع المنتخب المغربي. يلعب غالبًا في مركز الظهير الأيمن، ويمكنه اللعب في مركز الظهير الأيسر والجناح، معروف بسرعته العالية واختراقاته على الأطراف، ويُعتبر واحدًا من بين أفضل الأظهرة في العالم.
على صعيد الأندية، بدأ أشرف حكيمي مسيرته مع فريق ريال مدريد كاستيا عام 2016، وتمت ترقيته إلى الفريق الأول في عام 2017. ثم أُعير لمدة عامين إلى نادي بوروسيا دورتموند في الدوري الألماني، حيث فاز مع الفريق بكأس السوبر الألماني عام 2019. بعد ذلك، انضم إلى نادي إنتر ميلان الإيطالي مقابل مبلغ قُدِّر بحوالي 43 مليون يورو، وساهم في تتويج الفريق بلقب الدوري الإيطالي لموسم 2020–2021، وهو اللقب الأول للنادي منذ 11 عامًا. وفي عام 2021، وقّع معه نادي باريس سان جيرمان مقابل مبلغ قُدِّر بحوالي 68 مليون يورو. ومنذ انضمامه إلى باريس سان جيرمان، فاز حكيمي بأربعة ألقاب للدوري الفرنسي، وساهم في فوز النادي بلقب دوري أبطال أوروبا لأول مرة في تاريخه عام 2025.
وُلِد حكيمي في إسبانيا لأبوين مغربيين، وبدأ مشواره الدولي مع  منتخب المغرب تحت 20 سنة، قبل أن يخوض أول مباراة دولية مع المنتخب الأول عام 2016 وهو في سن السابعة عشرة. وقد تم اختياره ضمن تشكيلة المغرب في كأس العالم مرتين (عامي 2018 و2022)، وفي كأس الأمم الإفريقية ثلاث مرات (أعوام 2019، 2021، و2023)، كما كان أحد ثلاثة لاعبين فوق السن الذين تم اختيارهم للمشاركة في الألعاب الأولمبية الصيفية 2024. وخلال كأس العالم 2022، قاد حكيمي منتخب المغرب لصناعة التاريخ، ليُصبح أول منتخب إفريقي يصل إلى نصف نهائي كأس العالم.

## النشأة
وُلد حكيمي في 4 نوفمبر 1998 لأبوين مغربيين في مدريد عاصمة إسبانيا، فحصل على الجنسية الإسبانية. انضم إلى فريق شباب ريال مدريد في عام 2006 من كولونيا أوفيجيفي، وعمره ثمانية أعوام. يمكن لحكيمي اللعب بشكل أساسي في مركز الظهير الأيمن أو كلاعب وسط أيمن، ويمكنه أيضًا اللعب على اليسار أو كجناح أيمن. يُعتبر على نطاق واسع أحد أفضل المدافعين، وأحد أفضل الأظهرة اليمنى في العالم.

## مسيرته الكروية

### ريال مدريد
بعد أدائه في أكاديمية لا فابريكا، تمت ترقية أشرف إلى الفريق الاحتياطي لريال مدريد في يونيو 2016. بعد فترة وجيزة، تم ضمه في معسكر الفريق الأول للموسم الجديد في الولايات المتحدة. لعب أول مباراة له مع الفريق الملكي يوم 29 يوليو 2016 في مباراة ودية ضد باريس سان جيرمان أثناء معسكر الفريقين في الولايات المتحدة. بعد ذلك عاد إلى فريق الصف الثاني، حيث ظهر لأول مرة في 20 أغسطس 2016 من خلال البدء في مباراة الفوز 3–2 على ريال سوسيداد ب.
سجل أشرف هدفه الأول في 25 أيلول/سبتمبر 2016، في مباراة تعادل فيها الفريق بنتيجة 1–1 مع فوينلابرادا. لعب في 28 مباراة (26 مباراة كأساسي، 2305 دقيقة) خلال الموسم، حيث أنهى الدوري فريق الكاستيا في المركز الحادي عشر. في نهاية الموسم، كان لا يزال صغيرا بما فيه الكفاية للعودة إلى جانب الشباب للمشاركة في نهائي كأس الملك للشباب 2017.
لعب أول مباراة له مع الفريق الأول لريال مدريد يوم 29 تموز/يوليو 2016 في مباراة ودية ضد باريس سان جيرمان أثناء معسكر الفريقين في الولايات المتحدة.
دفع مدرب فريق ريال مدريد زين الدين زيدان بالمغربي أشرف حكيمي أساسيا في اللقاء الذي استقبل فيه ريال مدريد نادي إسبانيول في 1 تشرين الأول/أكتوبر 2017 ليكون أول ظهور رسمي لأشرف بقميص ريال مدريد وعمره لا يتجاوز 18 سنة، وفي 9 كانون الأول/ديسمبر 2017 أصبح أشرف أول لاعب عربي وأفريقي يسجل بقميص ريال مدريد في مباراة فوز الريال 5–0 على إشبيلية. خلال دوري أبطال أوروبا 2017–18، شارك في مباريات دور المجموعات، وفاز ريال مدريد وقتها بلقب دوري أبطال أوروبا للمرة الثالثة على التوالي والثالثة عشر في تاريخ النادي.

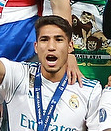
الفوز بعصبة الأبطال الأروبية.

#### بوروسيا دورتموند (إعارة)
في 11 تموز/يوليو 2018، وقع حكيمي مع نادي بوروسيا دورتموند الألماني على سبيل الإعارة لمدة عامين. سجل هدفه الأول للنادي في مباراة الفوز 7–0 على نورنبرغ في 27 سبتمبر 2018. ساهم حكيمي في صناعة 3 أهداف في مباراة واحدة لأول مرة في مسيرته بأداء رائع ضد أتلتيكو مدريد في أول ظهور له في دوري أبطال أوروبا مع دورتموند. سجل حكيمي ثنائية ضد سلافيا براغ في دور المجموعات بدوري أبطال أوروبا في 2 أكتوبر 2019، وهي أهدافه الأولى في المسابقة. في 5 نوفمبر 2019، سجل حكيمي ثنائية أخرى في الشوط الثاني ليحول الهزيمة 2–0 أمام إنتر ميلان للفوز 3–2 على الملعب الفيستفالي.
في فبراير 2020، سجل حكيمي رقماً قياسياً في سرعة الجري بالدوري الألماني عندما وصل إلى 36.48 كم / ساعة (22.67 ميلاً في الساعة) في مباراة ضد اتحاد برلين، كاسرًا الرقم القياسي السابق في الدوري الذي كان يحمله ضد لايبزيغ قبل ثلاثة أشهر عندما وصل إلى سرعة 36.2 كم / ساعة (22.5 ميل في الساعة). في 31 مايو 2020، سجل حكيمي هدفًا في فوز النادي 6–1 خارج أرضه أمام بادربورن 07. وبعد أن سجل هدفه خلع قميصه ليكشف عن قميص كتب عليه «العدل لجورج فلويد». كشف زميله جيدون سانشو عن قميص مشابه بعد تسجيله كذلك.

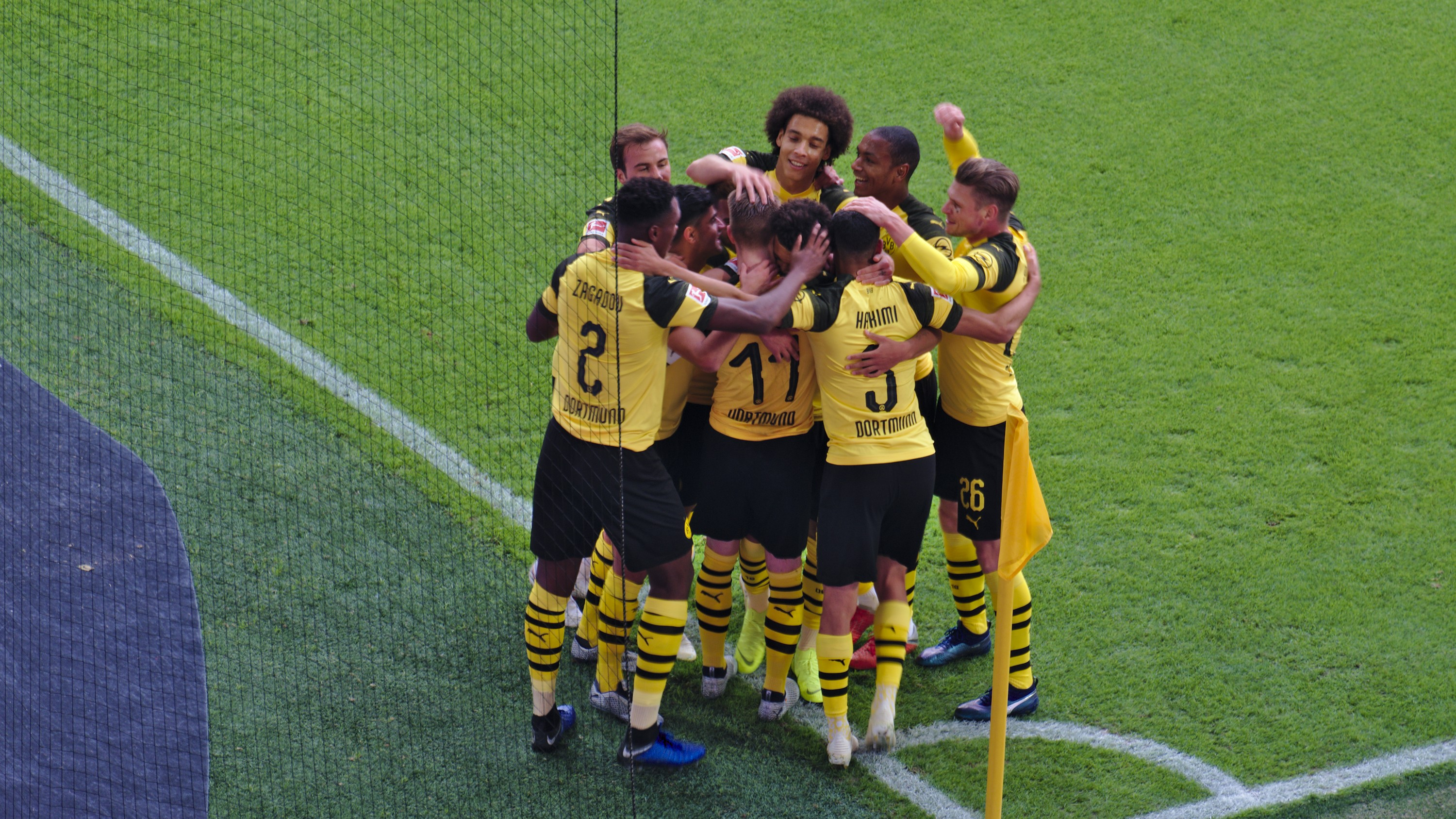
أشرف حكيمي رفقة بروسيا دورتموند.

### إنتر ميلان
في 2 يوليو 2020، وقع حكيمي لنادي إنتر ميلان الإيطالي بعقد مدته خمس سنوات، برسوم تبلغ حوالي 40 مليون يورو بالإضافة إلى 5 ملايين كإضافات. في 26 سبتمبر 2020، ظهر حكيمي لأول مرة وقدم تمريرة في الفوز 4–3 على فيورنتينا في الدوري الإيطالي. وسجل هدفه الأول للنادي ضد بينيفينتو في المباراة التي فاز بها إنتر 5–2.

### باريس سان جيرمان
في 6 يوليو 2021، وقع عقدًا حتى عام 2026 مع النادي الباريسي بمبلغ 70 مليون يورو. ذكرت صحيفة الغارديان أن رسوم الانتقالات التي دفعتها باريس هي 60 مليون يورو مبدئيًا، ومن المحتمل أن ترتفع بمقدار 11 مليون يورو في كإضافات. شارك حكيمي لأول مرة في الدوري الفرنسي مع باريس سان جيرمان في 7 أغسطس 2021، حيث لعب 90 دقيقة كاملة وسجل هدفه الأول للنادي ضد تروا.
في 22 سبتمبر 2021، سجل حكيمي هدفين في فوز باريس 2-1 ضد نادي ميتز في موسمه الأول مع باريس سان جيرمان، فاز بلقب الدوري الفرنسي والسوبر الفرنسي.
في 14 فبراير 2023، فاز حكيمي بجائزة فيفبرو لأفضل ظهير أيمن في العالم بعد مستوياته الكبيرة التي قدمها مع بلاده في كأس العالم ومع ناديه باريس سان جيرمان.

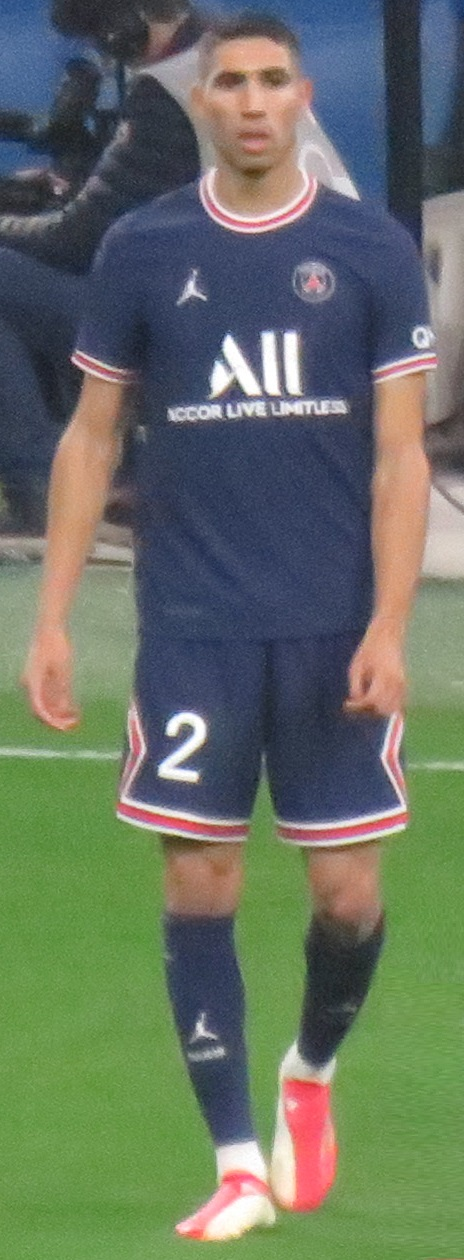
أشرف حكيمي بقميص باريس سان جرمان

## مسيرته الدولية

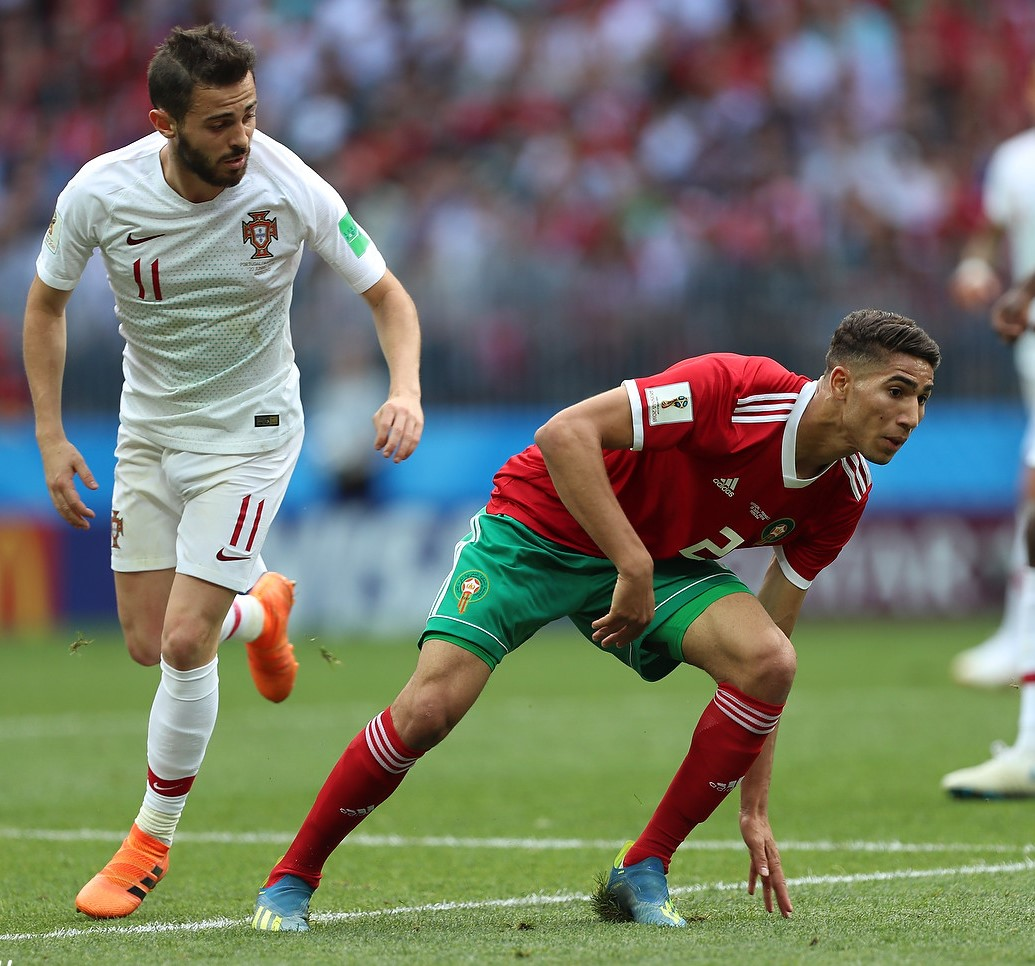
أشرف حكيمي ضد البرتغال في كأس العالم 2018

بعد تمثيله المغرب للفئات السنية أقل من 17 وأقل من 20، لعب أشرف أول مباراة له تحت 23 سنة في 5 يونيو 2016، في مباراة الفوز الودية 1–0 على الكاميرون.
كانت أول مباراة دولية له في 11 أكتوبر، عند دخوله كبديل لفؤاد شفيق في مباراة الفوز 4–0 على كندا. وسجل أشرف هدفه الدولي الأول في 1 سبتمبر 2017، في مباراة الفوز 6–0 على مالي.
في مايو 2018 تم اختياره ضمن التشكيلة النهائية للمنتخب المغربي التي سوف تلعب في كأس العالم 2018.
كما تم اختياره ضمن التشكيلة النهائية للمنتخب المغربي في كأس العالم 2022 في قطر. حيث أحرز المنتخب المغربي المرتبة الرابعة في هذا الحدث العالمي.
تُوجَ أشرف حكيمي مع المنتخب المغربي الأولمبي بالميدالية البرونزية في الألعاب الأولمبية 2024 في صنف منافسات كرة القدم للرجال، واحتل المركز الثالث وراء بطل النسخة المنتخب الإسباني الأولمبي والمنتخب الفرنسي. سجل أشرف حكيمي هدفين في الألعاب الأولمبية، الهدف الأول كان في مرمى المنتخب الأمريكي الأولمبي في ربع النهائي والتي انتهت 4-0، والهدف الثاني كان في مرمى المنتخب المصري الأولمبي في مباراة تحديد المركز الثالث والتي انتهت 6-0.
في فبراير 2024، صنفت مجلة "إفريقيا الجديدة" النيجيرية، الدولي المغربي أشرف حكيمي ضمن قائمة 100 شاب إستثنائي في إفريقيا لسنة 2023، وأوردت المجلة أن حكيمي "نجم إفريقيا الصاعد"، وأنه من "القادة الشباب الذين يعيدون تشكيل صورة إفريقيا ويدفعون بالتغيير الإيجابي".

## أسلوب لعبه
عند توقيعه مع بوروسيا دورتموند، صُنّف حكيمي على أنه مدافع سريع وديناميكي وقوي يتمتع بمهارة تكتيكية وتقنية وقادر على لعب تمريرات طويلة دقيقة من الدفاع. تدرب كجناح، يمكنه أيضًا اللعب كمدافع بسبب حالته الجسدية.

## حياته الشخصية
حكيمي كان متزوج من الممثلة الإسبانية من أصل تونسي هبة عبوك قبل طلاقهما. ولديه طفلان هما أمين (2020)، ونعيم (2022).
في 17 يوليو 2021، ثبتت إصابة حكيمي بمرض فيروس كورونا. كانت هذه هي المرة الثانية التي يُصاب فيها بالفيروس، بعد أن ثبتت إصابته في أكتوبر 2020.
بعد أداء حكيمي في كأس العالم لكرة القدم 2022 في قطر، تم تسمية ملعب كرة قدم في القصر الكبير باسمه. وقد تم اختياره كأفضل رياضي عربي لعام 2022 في حفل توزيع جوائز جوي في الرياض.
في 27 فبراير 2023، أعلنت وسائل الإعلام الفرنسية فتح مكتب المدعي العام الفرنسي في نانتير تحقيقًا في شبهة اغتصاب ضد اللاعب المغربي أشرف حكيمي بعد إعلان شابة تبلغ من العمر 24 عامًا، لم ترغب في تقديم شكوى، حيث على الرغم من رفضها ادعت الضحية المزعومة أنها تعرضت للاغتصاب. في المقابل نفى اللاعب بشدة جل الاتهامات المنسوبة إليه حيث تلقى دعما من ناديه باريس سان جيرمان بالإضافة إلى زملائه في الفريق والمنتخب المغربي وعدد من الشخصيات والجماهير المغربية.
في 3 مارس 2023، وضع أشرف حكيمي تحت الحراسة النظرية بناء على طلب قاضي التحقيق في باريس لغاية نهاية التحقيقات في التهم المنسوبة إليه مع إمكانية السماح له بمغادرة الأراضي الفرنسية، وقد أطلق عدد من النشطاء في فرنسا عريضة إلكترونية تحت عنوان: “متحدون من أجل أشرف حكيمي”، تعبيرًا عن تضامنهم مع النجم المغربي في وجه ما وصفوها بـ”حملة تشويه ممنهجة” تستهدف سمعته، قبل فترة قصيرة من الإعلان عن الفائز بجائزة الكرة الذهبية التي يُنافس عليها “أسد الأطلس”.
في أكتوبر 2023، إلى جانب لاعبي باريس سان جيرمان راندال كولو مواني وعثمان ديمبيلي ولايفين كورزاوا، تم إيقاف حكيمي لمباراة واحدة لمشاركته في هتافات مسيئة بعد الفوز على منافسه أولمبيك مارسيليا.
في 12 أكتوبر 2023، تم اختيار حكيمي، وديدييه دروغبا، وميكيل جون أوبي، وساديو ماني مساعدين في القرعة النهائية لكأس الأمم الأفريقية توتال إنرجيز كوت ديفوار 2023.

## الإحصائيات

### النادي
آخر تحديث 24 مايو 2025.
| النادي                   | الموسم   | الدرجة            | الدوري | الدوري  | الكأس  | الكأس   | قاري   | قاري    | أخرى   | أخرى    | المجموع | المجموع |
| النادي                   | الموسم   | الدرجة            | الظهور | الأهداف | الظهور | الأهداف | الظهور | الأهداف | الظهور | الأهداف | الظهور  | الأهداف |
| ------------------------ | -------- | ----------------- | ------ | ------- | ------ | ------- | ------ | ------- | ------ | ------- | ------- | ------- |
| ريال مدريد كاستيا        | 2016–17  | الدوري الإسباني ب | 28     | 1       | —      | —       | —      | —       | —      | —       | 28      | 1       |
| ريال مدريد               | 2017–18  | الدوري الإسباني   | 9      | 2       | 5      | 0       | 2      | 0       | 1      | 0       | 17      | 2       |
| بوروسيا دورتموند (إعارة) | 2018–19  | الدوري الألماني   | 21     | 2       | 2      | 1       | 5      | 0       | —      | —       | 28      | 3       |
| بوروسيا دورتموند (إعارة) | 2019–20  | الدوري الألماني   | 33     | 5       | 3      | 0       | 8      | 4       | 1      | 0       | 45      | 9       |
| بوروسيا دورتموند (إعارة) | المجموع  | المجموع           | 54     | 7       | 5      | 1       | 13     | 4       | 1      | 0       | 73      | 12      |
| إنتر ميلان               | 2020–21  | الدوري الإيطالي   | 37     | 7       | 3      | 0       | 5      | 0       | —      | —       | 45      | 7       |
| باريس سان جيرمان         | 2021–22  | الدوري الفرنسي    | 32     | 4       | 0      | 0       | 8      | 0       | 1      | 0       | 41      | 4       |
| باريس سان جيرمان         | 2022–23  | الدوري الفرنسي    | 28     | 5       | 2      | 0       | 8      | 0       | 1      | 0       | 39      | 5       |
| باريس سان جيرمان         | 2023–24  | الدوري الفرنسي    | 25     | 4       | 3      | 0       | 11     | 1       | 1      | 0       | 40      | 5       |
| باريس سان جيرمان         | 2024–25  | الدوري الفرنسي    | 25     | 4       | 5      | 1       | 16     | 3       | 1      | 0       | 47      | 8       |
| باريس سان جيرمان         | المجموع  | المجموع           | 110    | 17      | 10     | 1       | 43     | 4       | 4      | 0       | 167     | 22      |
| الإجمالي                 | الإجمالي | الإجمالي          | 237    | 34      | 23     | 2       | 63     | 8       | 6      | 0       | 329     | 44      |

1. ↑  تشمل كأس السوبر الإسباني، وكأس السوبر الألماني، وكأس السوبر الأوروبي، وكأس الأبطال الفرنسي وكأس العالم للأندية.

### المنتخب
آخر تحديث 12 أكتوبر 2024.
| المنتخب الوطني | العام   | الظهور | الأهداف |
| -------------- | ------- | ------ | ------- |
| المغرب         | 2016    | 1      | 0       |
| المغرب         | 2017    | 5      | 1       |
| المغرب         | 2018    | 12     | 0       |
| المغرب         | 2019    | 10     | 1       |
| المغرب         | 2020    | 4      | 1       |
| المغرب         | 2021    | 9      | 2       |
| المغرب         | 2022    | 26     | 3       |
| المغرب         | 2023    | 7      | 0       |
| المغرب         | 2024    | 14     | 2       |
| المجموع        | المجموع | 82     | 10      |

اعتبارًا من 29 مارس 2022. قائمة الأهداف والنتائج مع المنتخب المغربي الأول.
| # | التاريخ        | المكان                                               | الخصم                       | الهدف | النتيجة | المسابقة                        | م      |
| - | -------------- | ---------------------------------------------------- | --------------------------- | ----- | ------- | ------------------------------- | ------ |
| 1 | 1 سبتمبر 2017  | المجمع الرياضي الأمير مولاي عبد الله، الرباط، المغرب | مالي                        | 4–0   | 6–0     | تصفيات كأس العالم 2018          | [ 24 ] |
| 2 | 19 نوفمبر 2019 | ملعب الأمير لويس رواغاسوري، بوجومبورا، بوروندي       | بوروندي                     | 3–0   | 3–0     | تصفيات كأس الأمم الأفريقية 2021 | [ 79 ] |
| 3 | 13 نوفمبر 2020 | المركب الرياضي محمد الخامس، الدار البيضاء، المغرب    | جمهورية إفريقيا الوسطى      | 1–0   | 4–1     | تصفيات كأس الأمم الأفريقية 2021 |        |
| 4 | 12 يونيو 2021  | المجمع الرياضي الأمير مولاي عبد الله، الرباط، المغرب | بوركينا فاسو                | 1–0   | 1–0     | ودية                            |        |
| 5 | 6 أكتوبر 2021  | المجمع الرياضي الأمير مولاي عبد الله، الرباط، المغرب | غينيا بيساو                 | 1–0   | 5–0     | تصفيات كأس العالم 2022          |        |
| 6 | 18 يونيو 2022  | ملعب أحمدو أهيدجو، ياوندي، الكاميرون                 | الغابون                     | 2–2   | 2–2     | كأس الأمم الأفريقية 2021        |        |
| 7 | 25 يونيو 2022  | ملعب أحمدو أهيدجو، ياوندي، الكاميرون                 | مالاوي                      | 2–1   | 2–1     | كأس الأمم الأفريقية 2021        |        |
| 8 | 29 مارس 2022   | المركب الرياضي محمد الخامس، الدار البيضاء، المغرب    | جمهورية الكونغو الديمقراطية | 4–0   | 4–1     | تصفيات كأس العالم 2022          |        |

## الإنجازات

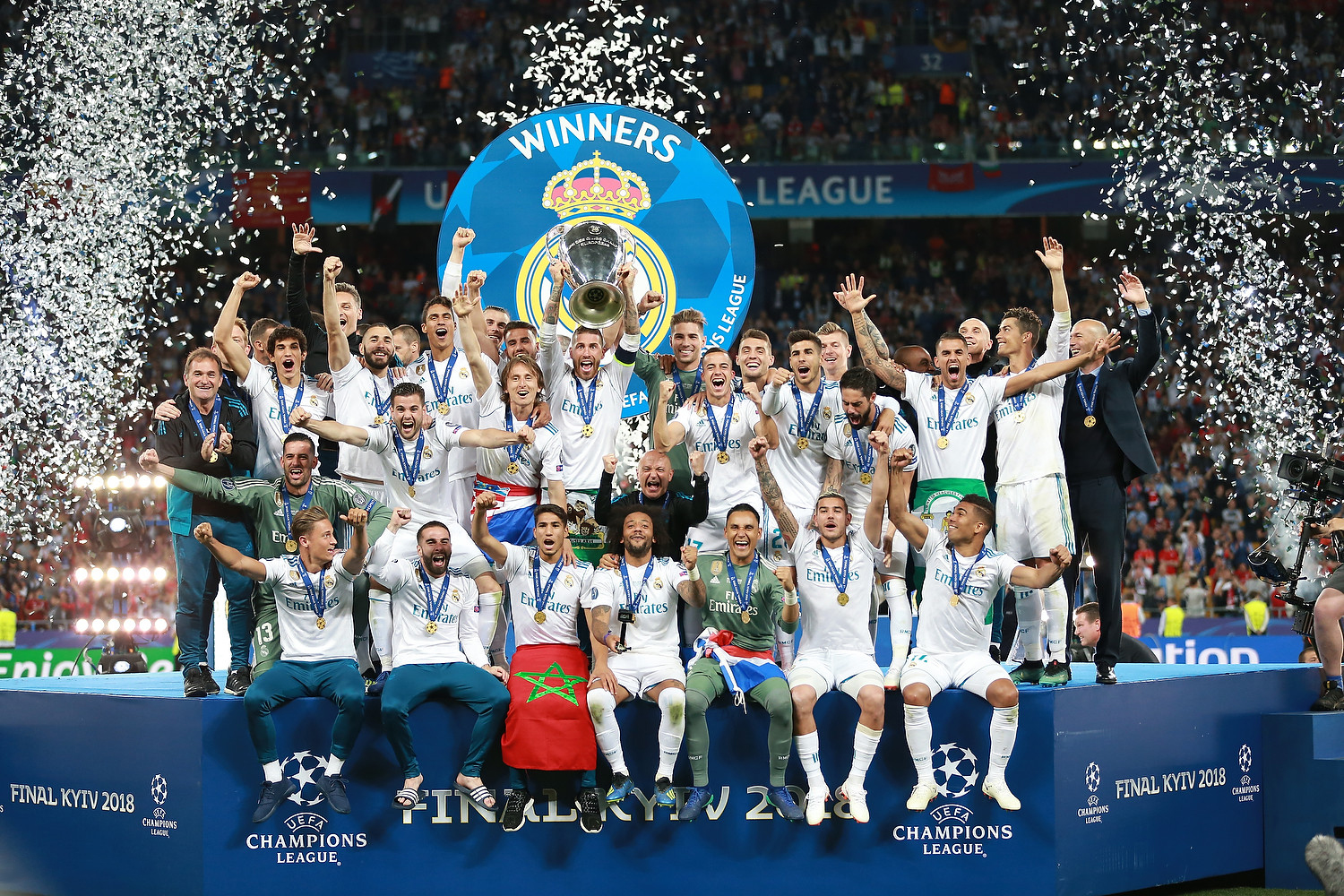
أشرف حكيمي بطل دوري أبطال أوروبا مع
ريال مدريد 2018

النادي (17 لقب).
 ريال مدريد كاستيا
- كأس ملك إسبانيا: 2016–17[81]

 ريال مدريد
- كأس السوبر الإسباني: 2017[82]
- كأس السوبر الأوروبي: 2017[83]
- كأس العالم للأندية: 2017[84]
- دوري أبطال أوروبا: 2017–18[85]

 بوروسيا دورتموند
- كأس السوبر الألماني: 2019[86]

 إنتر ميلان
- الدوري الإيطالي: 2020–21[87]

 باريس سان جيرمان
- الدوري الفرنسي: 2021–22،[88] 2022–23،[89] 2023–24،[90] 2024–25[91]
- كأس فرنسا: 2023–24،[92] 2024–25[93]
- كأس الأبطال الفرنسي: 2022،[94] 2023،[95] 2024[96]

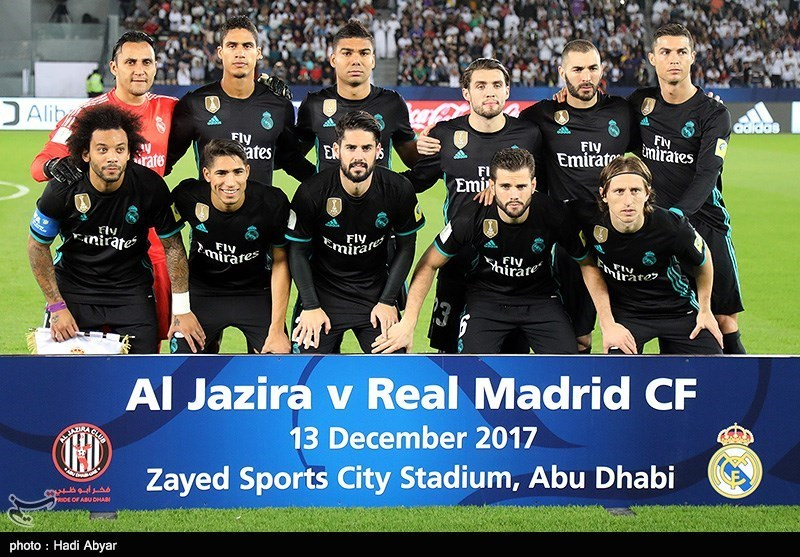
أشرف حكيمي في بطولة كأس العالم للأندية 2017.

- دوري أبطال أوروبا: 2024–25[97]
- كأس السوبر الأوروبي: 2025[98]

### المنتخب
المغرب الأولمبي
- برونزية كرة القدم الأولمبية: 2024[99]

الفردية
- جائزة أفضل لاعب إفريقي شاب: 2018،[100] 2019[101]
- جائزة جلوب سوكر لأفضل لاعب عربي شاب في العالم: 2019[102]
- جائزة الأسد الذهبي لأفضل لاعب في إفريقيا: 2024[103]
- جائزة أفضل لاعب إفريقي في الدوري الفرنسي: 2025[104]
- جائزة جوي أواردس لأفضل رياضي عربي: 2022[105]
- الدوري الألماني أفضل لاعب شاب: سبتمبر 2018، نوفمبر 2018، دجنبر 2019[106]
- دوري أبطال أوروبا تشكيلة النجوم الصاعدة: 2019[107]
- دوري أبطال أوروبا تشكيلة الموسم: 2024–25[108]
- الدوري الألماني تشكيلة الموسم: 2019–20[109]
- الدوري الإيطالي تشكيلة الموسم: 2020–21[110]
- الدوري الفرنسي تشكيلة الموسم: 2022–23،[111] 2023–24،[112] 2024–25[113]
- ESPN أفضل ظهير أيمن فالعالم: 2021،[114] 2023،[115] 2025[116]
- فيفبرو أفضل ظهير أيمن فالعالم: 2022[117]
- وسائل الإعلام الرياضية الأوروبية تشكيلة العام في أوروبا: 2021[118]
- ماركا تشكيلة العام في العالم: 2023[119]
- الاتحاد الدولي لتاريخ وإحصاءات كرة القدم تشكيلة العام في العالم (2): 2021،[120] 2022[121]
- الاتحاد الدولي لتاريخ وإحصاءات كرة القدم تشكيلة العام في أفريقيا (5): 2020،[122]2021،[123] 2022،[124] 2023،[125] 2024[126]
- تشكيلة العام من الاتحاد الأفريقي (3): 2019،[101] 2023،[127] 2024[128]
- كأس الأمم الإفريقية (فريق البطولة): 2021[129]
- كأس العالم (فريق البطولة): 2022[130]
- الاتحاد المغربي أفضل لاعب مغربي محترف (2): 2020–21، 2021–22[131]
- كأس العالم للأندية تشكيلة الموسم: 2025[132]

### ترتيب جائزةالكرة الذهبية الإفريقية
| السنة | الترتيب | النادي           | الفائز         |
| ----- | ------- | ---------------- | -------------- |
| 2023  | 2       | باريس سان جيرمان | فيكتور أوسيمين |
| 2024  | 2       | باريس سان جيرمان | أديمولا لوكمان |

## وصلات خارجية
- أشرف حكيمي على موقع الاتحاد الدولي (مؤرشف)  (الإنجليزية)
- أشرف حكيمي على موقع الاتحاد الأوربي (الإنجليزية)
- أشرف حكيمي على موقع إي إس بي إن إف سي (الإنجليزية)
- أشرف حكيمي على موقع قاعدة بيانات كرة القدم.إي يو (الإنجليزية)
- أشرف حكيمي على موقع ليكيب (الفرنسية)
- أشرف حكيمي على موقع ناشيونال فوتبول تيمز (الإنجليزية)
- أشرف حكيمي على موقع Soccerbase.com (لاعب) (الإنجليزية)
- أشرف حكيمي على موقع Soccerway.com (الإنجليزية)
- أشرف حكيمي على موقع عالم كرة القدم.نت (الإنجليزية)
- أشرف حكيمي على موقع كووورة
- أشرف حكيمي  على سكروي
- أشرف حكيمي على موقع ريال مدريد

1. 1 2 3 4
2. 1 2 3 4  Appearance in كأس الأبطال الفرنسي